# Janette Scott
Janette Scott  (ur. 14 grudnia 1938) – brytyjska aktorka filmowa i telewizyjna.

## Biografia
Urodziła się jako Thora Janette Scott w Morecambe, Lancashire, w Anglii. Jej rodzicami byli aktorzy Jimmy Scott i Thora Hird. Karierę aktorską rozpoczęła już jako dziecko, w latach pięćdziesiątych, będąc spikerką w programach telewizyjnych dla dzieci. 
Była jedna z czołowych aktorek kinematografii brytyjskiej od końca lat pięćdziesiątych do połowy lat sześćdziesiątych. Pojawiała się też w filmach amerykańskich. Głośnymi filmami z jej udziałem były m.in. Helena Trojańska (Helen of Troy, 1956), Uczeń diabła  (The Devil's Disciple, 1959), Szkoła dla drani (School for Scoundrels, 1960).

## Filmografia
- 1951: Nie ma autostrad w chmurach